# Negera Ratu Tenumbang
Negera Ratu Tenumbang is een bestuurslaag in het regentschap Lampung Barat van de provincie Lampung, Indonesië. Negera Ratu Tenumbang telt 2040 inwoners (volkstelling 2010).